# تشونغ سنغ-نام
تشونغ سنغ-نام (هانغل: 정상남) هو لاعب كرة قدم كوري جنوبي في مركز الهجوم، ولد في 1969. شارك مع منتخب كوريا الجنوبية تحت 20 سنة لكرة القدم ومنتخب كوريا الجنوبية تحت 23 سنة لكرة القدم. أما مع النوادي، فقد لعب مع بوهانغ ستيلرز وسوون سامسونغ بلووينغز.

## وصلات خارجية
- تشونغ سنغ-نام على موقع الاتحاد الدولي (مؤرشف)  (الإنجليزية)
- تشونغ سنغ-نام على موقع دوري كوريا الجنوبية (الإنجليزية)
- تشونغ سنغ-نام على موقع أوليمبيديا (الإنجليزية)